# Friedrich Kuhn
Friedrich (Fritz) Kuhn  (24 oktober 1919 - 8 januari 2005) was een Duits bobsleeremmer. Kuhn won tijdens de Olympische Winterspelen 1952 de gouden medaille in de viermansbob. Om de concurrentie met de zwaardere sleeën aan te gaan in de viermansbob nam de tweede Duitse slee niet deel aan de competitie en werden Kuhn overgeplaatst naar de slee van Andreas Ostler, die met dank aan de nieuwe remmers zijn tweede goud won. Na afloop van deze spelen voerde de Internationale Bobslee- en Skeletonfederatie een gewichtslimiet in.

## Resultaten
- Olympische Winterspelen 1952 in Oslo 11e in de viermansbob
- Olympische Winterspelen 1952 in Oslo  in de viermansbob

1924: Scherrer / Neveu / A.Schläppi / H.Schläppi ·
1928: Fiske / Tucker / Mason / Gray / Parke ·
1932: Fiske / Eagan / Gray / O'Brien ·
1936: Musy / Gartmann / Bouvier / Beerli ·
1948: Tyler / Martin / Rimkus / D'Amico ·
1952: Ostler / Kuhn / Nieberl / Kemser ·
1956: Kapus / Diener / Alt / Angst ·
1964: V.Emery / Kirby / Anakin / J.Emery ·
1968: Monti / De Paolis / Zandonella / Armano ·
1972: Wicki / Leutenegger / Camichel / Hubacher ·
1976: Nehmer / Babock / Germeshausen / Lehmann ·
1980: Nehmer / Musiol / Germeshausen / Gerhardt ·
1984: Hoppe / Wetzig / Schauerhammer / Kirchner ·
1988: Fasser / Meier / Fässler / Stocker ·
1992: Appelt / Schroll / Winkler / Haidacher ·
1994: Czudaj / Brannasch / Hampel / Szelig ·
1998: Langen / Zimmermann / Jakobs / Hampel ·
2002: Lange / Kühn / Kuske / Embach ·
2006: Lange / Hoppe / Kuske / Putze ·
2010: Holcomb / Mesler / Tomasevicz / Olsen ·
2014: Melbārdis / Dreiškens / Vilkaste / Strenga  ·
2018: Friedrich / Bauer / Grothkopp / Margis   ·
2022: Friedrich / Margis / Bauer / Schüller